# Шевченко, Мефодий Леонтьевич
Мефодий Леонтьевич Шевченко (1907—1999) — командир 315-го гвардейского Корсунского истребительно-противотанкового артиллерийского полка 40-й армии Воронежского фронта, гвардии полковник. Герой Советского Союза (1944).

## Биография

### Период до Великой Отечественной войны
Родился 15 мая 1907 года в селе Николаевка в семье крестьянина. Украинец. Окончил 7 классов. Работал ремонтным мастером на железнодорожной станции Симферополь.
В Красной Армии с 1929 года. Служил командиром расчёта гаубицы в Киевском военном округе. Член ВКП(б)/КПСС с 1932 года. В 1936 году окончил Киевское артиллерийское училище, после чего служил командиром огневого взвода и артиллерийской батареи в гаубичном артиллерийском полку. В марте 1941 года окончил артиллерийские Курсы усовершенствования командного состава. Служил командиром батареи в 320-м пушечном артиллерийском полку 9-й армии Одесского военного округа.

### Период Великой Отечественной войны
Участник Великой Отечественной войны с 22 июня 1941 года. Был командиром артиллерийской батареи, дивизиона, истребительно-противотанкового и пушечного артиллерийских полков, пушечной бригады. Воевал на Южном, Резервном, Западном, Воронежском, 1-м Украинском, 4-м Украинском фронтах. В боях дважды ранен.
Участвовал:
- 1941 году: в оборонительных боях в Молдавии, на Варшавском шоссе в районе города Десногорск, на Подольском направлении: Сорвал атаку и переправу противника через реку Нара, подавил несколько миномётных батарей, уничтожил штаб противника[1] — за героизм, проявленный в боях за Москву, был награждён орденом Красного Знамени.
- 1942 году: в контрнаступлении под Москвой, в том числе в освобождении городов Малоярославец, Медынь, в боях в районе города Юхнов, в Ржевско-Сычёвской операции.
- 1943: в Воронежско-Касторненской операции, в боях на Курской дуге на Обоянском направлении, в освобождении Левобережной Украины, в форсировании Днепра с завоеванием плацдарма, за это получил звание Героя Советского Союза и орден Ленина: В районе Букринской излучины у села Ходоров (Кагарлыкский район Киевской области) бойцы его дивизии захватили небольшой плацдарм, огнём поддерживали переправу, а затем на подручных средствах в исключительно сложных условиях под сильной бомбёжкой вражеской авиации и огня противника переправил всю матчасть и боеприпасы на плацдарм, орудия были вытащены на руках; было отражено 5 контратак танков и пехоты противника, что обеспечило удержание плацдарма до переправы 2-х других полков дивизии генерала Е.В. Бедина, смяли подразделение из танковой дивизии СС «Рейх», уничтожил 8 танков, 3 самоходных орудия «фердинанд», 7 полевых орудий, 18 огневых точек противника и до батальона пехоты[2]. В Житомирско-Бердичевской операции: 24 декабря 1943 года, в районе Ястребенька Киевской области, полк огнём расчищал путь пехоты. За период наступательных боев на лицевом счету полка уничтожено: 8 танков, до 200 солдат и офицеров, 60 огневых точек[3].
- 1944 году: в освобождении Винницкой области, в том числе города Жмеринка (за это 628-му пушечному артиллерийскому полку было присвоено почётное наименование «Жмеринского»), в боях за город Каменец-Подольский, в боях в Станиславском выступе, в Львовско-Сандомирской операции, в том числе в освобождении города Львов, в Карпатско-Дуклинской операции.
- 1945 году: в Ясло-Горлицкой и Моравско-Остравской операциях в Польше и Чехословакии, в том числе освобождении городов Ясло, Новы-Сонч, Бельско-Бяла, Моравска Острава, Оломоуц.

Указом Президиума Верховного Совета СССР от 29 марта 1944 года за образцовое выполнение боевых заданий командования на фронте борьбы с немецко-фашистскими захватчиками и проявленные при этом мужество и героизм гвардии подполковнику Шевченко Мефодию Леонтьевичу присвоено звание Героя Советского Союза с вручением ордена Ленина и медали «Золотая Звезда» (№ 2038).

### После Великой Отечественной войны
В 1946 году окончил Высшие артиллерийские курсы при Военной академии имени Ф. Э. Дзержинского. Командовал артиллерийской бригадой в Прикарпатском военном округе.
С 1956 года полковник М. Л. Шевченко — в запасе. Жил в городе Львов. Работал заместителем начальника окружного Дома офицеров по административно-хозяйственной части, а затем — экскурсоводом в Музее истории войск Прикарпатского военного округа. В 1999 года на него напали злоумышленники, но к счастью, подоспели родственники и соседи. Умер 20 августа 1999 года. Похоронен на Яновском кладбище во Львове.

## Награды и звания
Советские:
- звание Герой Советского Союза (Указ Президиума Верховного Совета СССР от 29 марта 1944 года):
  - орден Ленина,
  - медаль «Золотая Звезда» № 2038;
- орден Ленина (Указ Президиума Верховного Совета СССР от 26 октября 1955 года);
- орден Красного Знамени. (№ 376 8.12.1941; № 14н 6.02.1944;)[4];
- орден Красного Знамени;
- орден Красного Знамени (Указ Президиума Верховного Совета СССР от 15 ноября 1950 года);
- орден Суворова II степени (23.05.1945);
- орден Отечественной войны I степени (28.08.1943);
- орден Отечественной войны I степени (Указ Президиума Верховного Совета СССР от 11 марта 1985 года);
- орден Красной Звезды (3.11.1944);
- медаль «За победу над Германией в Великой Отечественной войне 1941—1945 гг.» (Указ Президиума Верховного Совета СССР от 9 мая 1945 года);
- другие медали СССР.

Иностранные:
- орден «Крест Грюнвальда» (Польша);
- чехословацкая медаль.